# Daniel Giger
Daniel Giger (* 1. října 1949 Bern, Švýcarsko) je bývalý švýcarský sportovní šermíř, který se specializoval na šerm kordem. Švýcarsko reprezentoval v sedmdesátých a osmdesátých letech. Na olympijských hrách startoval v roce 1972, 1976 a 1984. Na olympijských hrách v roce 1980, které řada zemí bojkotovala, silné švýcarské družstvo kordistů nestartovalo. V soutěži jednotlivců se na olympijských hrách výsledkově neprosadil. V roce 1983 vybojoval druhé místo na mistrovství světa v soutěži jednotlivců. Patřil k oporám švýcarského družstva kordistů, se kterým vybojoval v roce 1972 stříbrnou a v roce 1976 bronzovou olympijskou medaili.